# Ciencia y tecnología de Paraguay
La ciencia y la tecnología en Paraguay abarca los planes, políticas y programas orientados a la investigación, desarrollo e innovación (I+D+i) en la República del Paraguay, así como las infraestructuras e instalaciones científicas y tecnológicas. En esto se incluyen las acciones realizadas por el Estado, las universidades e institutos nacionales, las empresas, y otros organismos y asociaciones nacionales e internacionales.  
Según el Índice mundial de innovación, a cargo de la Organización Mundial de la Propiedad Intelectual, en 2022, Paraguay se ubicó en lugar 91 en innovación entre 132 países del mundo.

## Historia
El 25 de septiembre de 1889 se funda la Universidad Nacional de Asunción (UNA), primera casa de altos estudios del país. La segunda universidad aparecería recién en 1960 y sería privada, la Universidad Católica "Nuestra Señora de la Asunción" (UCA).
En 1963 el gobierno militar de Alfredo Stroessner crea el Instituto Nacional de Tecnología y Normalización con el objeto de investigar y asistir a empresas en el área de la tecnología industrial. En 2005 el presidente Nicanor Duarte Frutos promulga una nueva carta orgánica del instituto que pasa a llamarse  Instituto Nacional de Tecnología, Normalización y Metrología (INTN).
En los años 1990 se crean tres nuevas universidades públicas: la Universidad Nacional del Este (1993), la Universidad Nacional de Pilar (1994) y la Universidad Nacional de Itapúa (1996).
Mediante la ley 1028 de 1997 se creó el Consejo Nacional de Ciencia y Tecnología (CONACYT ) con el objeto de planificar las políticas científicas y de administrar los subsidios a la investigación que se canalizan en el FONACYT. La ley de creación fue modificada en 2003.
En 2007 se crean tres nuevas universidades nacionales: la Universidad Nacional de Caaguazú, la Universidad Nacional de Concepción y la Universidad Nacional de Villarrica. A ellas se suma la Universidad Nacional de Canindeyú en 2010.  
En 2010 se crea el Instituto Paraguayo de Tecnología Agrícola (IPTA), en el que se fusionan la Dirección de Investigación Agrícola (DIA) y la Dirección de Investigación y Producción Animal (DIPA) para impulsar la investigación agropecuaria y forestal en el país.
En 2012 el coronel Liduvino Vielman Diaz presenta el proyecto de ley para crear un ente dedicado a la actividad aeroespacial en el país. En marzo de 2014 se promulga la ley 5151/14 que crea la Agencia Espacial del Paraguay (AEP).